# Kurt Zapf
Kurt Zapf (Plauen, 16 agosto 1929 – 11 agosto 2010) è stato un calciatore tedesco orientale dal 1990 tedesco, di ruolo difensore.

## Statistiche

### Cronologia presenze e reti in Nazionale
| Cronologia completa delle presenze e delle reti in nazionale ― Germania Est | Cronologia completa delle presenze e delle reti in nazionale ― Germania Est | Cronologia completa delle presenze e delle reti in nazionale ― Germania Est | Cronologia completa delle presenze e delle reti in nazionale ― Germania Est | Cronologia completa delle presenze e delle reti in nazionale ― Germania Est | Cronologia completa delle presenze e delle reti in nazionale ― Germania Est | Cronologia completa delle presenze e delle reti in nazionale ― Germania Est | Cronologia completa delle presenze e delle reti in nazionale ― Germania Est |
| Data                                                                        | Città                                                                       | In casa                                                                     | Risultato                                                                   | Ospiti                                                                      | Competizione                                                                | Reti                                                                        | Note                                                                        |
| --------------------------------------------------------------------------- | --------------------------------------------------------------------------- | --------------------------------------------------------------------------- | --------------------------------------------------------------------------- | --------------------------------------------------------------------------- | --------------------------------------------------------------------------- | --------------------------------------------------------------------------- | --------------------------------------------------------------------------- |
| 27/10/1957                                                                  | Lipsia                                                                      | Germania Est                                                                | 1 – 4                                                                       | Cecoslovacchia                                                              | Qual. Mondiali 1958                                                         | -                                                                           |                                                                             |
| 04/05/1958                                                                  | Tirana                                                                      | Albania                                                                     | 1 – 1                                                                       | Germania Est                                                                | Amichevole                                                                  | -                                                                           |                                                                             |
| 28/06/1958                                                                  | Rostock                                                                     | Germania Est                                                                | 1 – 1                                                                       | Polonia                                                                     | Amichevole                                                                  | -                                                                           |                                                                             |
| 14/09/1958                                                                  | Lipsia                                                                      | Germania Est                                                                | 3 – 2                                                                       | Romania                                                                     | Amichevole                                                                  | -                                                                           | 89’                                                                         |
| Totale                                                                      |                                                                             | Presenze                                                                    | 4                                                                           |                                                                             | Reti                                                                        | 0                                                                           |                                                                             |